# Juan Antonio de la Fuente
Juan Antonio Claudio de la Fuente Cárdenas (Villa de Santiago del Saltillo, Coahuila y Texas; 18 de febrero de 1814 - Saltillo, Coahuila; 9 de junio de 1867) fue un destacado abogado, político y diplomático mexicano que ocupó varios cargos como Ministro de Gobernación, ministro de Relaciones Exteriores, y gobernador de Coahuila.

## Biografía
Nació en Saltillo, en el estado de Coahuila y Texas, el 18 de febrero de 1814, y bautizado dos días después en el Sagrario Metropolitano de la Ciudad, siendo sus padres José Antonio de la Fuente y Victoriana Cárdenas. Quedó huérfano a la edad de siete años y vivió con su tío Ignacio de la Fuente, sastre de profesión, quien trató de inducirlo en este oficio, por lo que a pesar de su corta edad, buscó y encontró la protección de los señores José María Valle y José María Siller, quienes influyeron en don Ignacio para que permitiese la educación de su sobrino.
Poseedor de clara inteligencia, recibió la protección del sacerdote católico doctor Valdés y de don José María Valle, pudiendo trasladarse a Guadalajara para cursar los estudios preparatorios y continuar la carrera de medicina hasta el tercer año, misma que suspendió para terminar la de abogado en 1837.
Diputado por Coahuila en 1840 tuvo la oportunidad de demostrar sus dotes de orador en el Congreso. Fue expulsado por Santa Anna, y en la época de la Reforma fue diputado constituyente en 1857. Ese mismo año Comonfort lo nombró ministro de Hacienda; Juárez lo designó ministro de Justicia e Instrucción Pública en el momento en que se aplicaron las nuevas leyes que reformaron a la sociedad mexicana y en 1863 fue ministro de Gobernación; también fue ministro de Relaciones Exteriores expediendo la Ley Consular, código reconocido por su sabio contenido.
En 1861 fue nombrado representante de la República ante el gobierno de Napoleón III en momentos políticos de gran responsabilidad. Participó en la redacción de algunas leyes entre las que destaca la Ley del 4 de diciembre. Sus exposiciones en el Palacio de las Tullerías, como ministro plenipotenciario, condenando la invasión a México, lo señalaron como un patriota excepcional al exponer lo injusto de la Triple Alianza convenida en Londres.
Defendió el territorio de Coahuila y Nuevo León ante la Invasión Francesa como jefe político radicado en Parras; fue opositor permanente a los propósitos anexionistas de Santiago Vidaurri en su carácter de diputado. Fue gobernador de Coahuila en dos ocasiones: 1864 y 1867; en el año de 1865, y siendo presidente del Congreso con el gobernador Santiago Rodríguez, aprehendieron a los diputados y concejales de Saltillo por su carácter anexionista.
Juan Antonio de la Fuente falleció pobre el 9 de junio de 1867, tras larga enfermedad, y fue sepultado en la Rotonda de los Coahuilenses Ilustres en Panteón de Santiago en Saltillo. El gobierno de la República, al recibir la comunicación del fallecimiento del licenciado De la Fuente, se acordó que se le rindieran los honores de acuerdo a con los distinguidos servicios prestados a la Patria, y a su vez, otorgó a la viuda de don Juan Antonio una pensión para el sostenimiento y educación de sus tres hijos, considerando que don Juan Antonio fue un servidor público honesto y de conducta intachable.

## Reconocimientos y honorificaciones
En su honor, la escuela preparatoria Ateneo Fuente, lleva su nombre, así como calles, plazas, escuelas y auditorios del estado de Coahuila. Su nombre está inscrito en el cuadro de honor del Congreso del Estado.
Fue autor del apotegma expresado ante Napoleón III: No luchéis contra mi Patria, porque mi Patria es invencible.
Fue declarado Benemérito del Estado mediante el decreto del 11 de enero de 1868 a iniciativa del gobernador Victoriano Cepeda. En ese mismo año se decretó que la villa de Parras se erigiera en ciudad y llevara el nombre de Parras de la Fuente. En la frontera del estado aledaño a Piedras Negras existe el poblado Villa de Fuente, también en su honor.
Su estatua preside la escalinata del Edificio Coahuila de Saltillo.
Se otorga la Medalla Juan Antonio de la Fuente para premiar a los alumnos más destacados de las diversas carreras de la Universidad Autónoma de Coahuila.